# Alghe del ghiaccio
Le alghe del ghiaccio sono tutti i vari tipi di comunità di alghe trovate nei ghiacci marini o in quelli terrestri. Nel ghiaccio marino delle regioni polari degli oceani, le comunità di alghe di ghiaccio svolgono un ruolo importante nella produzione primaria. La tempistica della fioritura delle alghe è particolarmente importante per sostenere più alti livelli trofici nei periodi dell'anno in cui la luce è bassa ed esiste ancora la copertura del ghiaccio. Le comunità di alghe di ghiaccio marino sono per lo più concentrate nello strato inferiore del ghiaccio, ma possono anche trovarsi nella salamoia all'interno del ghiaccio, negli stagni di fusione e sulla superficie.
Poiché le alghe del ghiaccio terrestri si trovano nei sistemi di acqua dolce, la composizione delle specie differisce notevolmente da quella delle alghe del ghiaccio marine. Queste comunità sono significative in quanto spesso cambiano il colore dei ghiacciai e delle calotte glaciali, influenzando l'albedo del ghiaccio stesso.

## Alghe marine del ghiaccio

### Adattamento all'ambiente del ghiaccio marino
La vita dei microrganismi nel mare è estremamente diversa. Le specie dominanti variano in base alla posizione, al tipo di ghiaccio e all'irradianza. In generale, le Bacillariophyceae come la Nitschia frigida (nell'Artico) e la Fragilariopsis (nell'Antartico) tendono a dominare. La Melosira arctica, che forma filamenti lunghi fino a un metro, attaccati al fondo del ghiaccio, è anche diffusa nell'Artico ed è un'importante fonte di cibo per le specie marine. Le comunità di alghe del ghiaccio marine si trovano in tutto il ghiaccio marino. Le alghe si fanno strada nel ghiaccio marino provenienti dall'acqua dell'oceano durante la formazione di ghiaccio frazil, il primo stadio dei processi di formazione di ghiaccio marino, quando i cristalli di ghiaccio appena formati salgono in superficie, portando con sé microalghe, protista e batteri. Le alghe possono essere trovate all'interno della salamoia che si forma quando l'acqua di mare congela e crea una matrice di piccole vene e pori contenenti salamoia concentrata e bolle d'aria. Le comunità di alghe del ghiaccio marine possono prosperare anche sulla superficie del ghiaccio, sulla superficie di un laghetto di fusione, e in strati in cui si è verificata la dinamica delle calotte glaciali. Negli stagni di fusione, i tipi di alghe dominanti possono variare con la salinità del laghetto, con concentrazioni più elevate di diatomee che si trovano negli stagni di fusione con maggiore salinità.  A causa del loro adattamento a condizioni di scarsa illuminazione, la presenza di alghe di ghiaccio (in particolare, la posizione verticale nella sacca di ghiaccio) è principalmente limitata dalla disponibilità di sostanze nutritive. Se le più alte concentrazioni si trovano alla base del ghiaccio è perché la porosità di quel ghiaccio consente l'infiltrazione di nutrienti dall'acqua di mare.
Per sopravvivere nell'ambiente difficile del mare ghiacciato, gli organismi devono essere in grado di sopportare variazioni estreme di salinità, temperatura e radiazione solare. Le alghe che vivono nella salamoia possono secernere osmoliti, come dimetilsolfonio propionato (DMSP), che consente loro di sopravvivere alle alte salinità dopo la formazione di ghiaccio in inverno, così come a basse salinità quando l'acqua di disgelo relativamente fresca irriga i canali in primavera e in estate.
Alcune specie di alghe del ghiaccio marine secernono proteine leganti il ghiaccio (IBP) come la gelatinosa sostanza polimerica extracellulare (EPS) per proteggere le membrane cellulari dai danni causati dalla crescita dei cristalli di ghiaccio e dai cicli di congelamento e disgelo. L'EPS altera la microstruttura del ghiaccio e crea un ulteriore habitat per le future fioriture. Le alghe che vivono in superficie producono pigmenti speciali per evitare danni da radiazioni ultraviolette. Concentrazioni più elevate di pigmenti di xantofille agiscono come uno schermo solare che protegge le alghe del ghiaccio dal fotodanneggiamento quando sono esposte a livelli dannosi di radiazione ultravioletta durante la transizione dal ghiaccio alla colonna d'acqua durante la primavera. Alcuni studi mostrano che le alghe che crescono al di sotto di spessori elevati di ghiaccio mostrano valori tra i più estremi osservati di adattamento alle basse condizioni di luce. L'estrema efficienza nell'utilizzo della luce consente alle alghe del ghiaccio marine di accumulare rapidamente biomassa quando le condizioni di luce migliorano all'inizio della primavera.

### Ruolo nell'ecosistema
Le alghe del ghiaccio svolgono un ruolo fondamentale nella produzione primaria e hanno un ruolo di base nel sistema di alimentazione polare convertendo l'anidride carbonica e i nutrienti inorganici in ossigeno e materia organica, attraverso la fotosintesi, nella parte superiore dell'oceano sia Artico che Antartico. Nell'Artico, le stime del contributo delle alghe del ghiaccio marine alla produzione primaria totale variano da un 3-25%, fino al 50-57% nelle regioni artiche alte. Le alghe del ghiaccio marine accumulano rapidamente la biomassa, spesso alla base del ghiaccio marino, e crescono fino a formare tappeti di alghe che vengono consumati da anfipodi come il krill e i copepoda. Questi organismi vengono infine mangiati da pesci, balene, pinguini e delfini. Quando le comunità di alghe del ghiaccio marine si staccano dal ghiaccio del mare, vengono consumate dagli erbivori pelagici, come lo zooplancton, mentre affondano nella colonna d'acqua, e dagli invertebrati della zona bentica mentre si depositano sul fondale marino.  Le alghe del ghiaccio marine, come cibo, sono ricche di acidi grassi polinsaturi e altri acidi grassi essenziali e sono produttrici esclusive di alcuni acidi grassi omega-3 importanti per la produzione delle uova dei copepoda, per la schiusa di uova e la crescita dello zooplancton. 

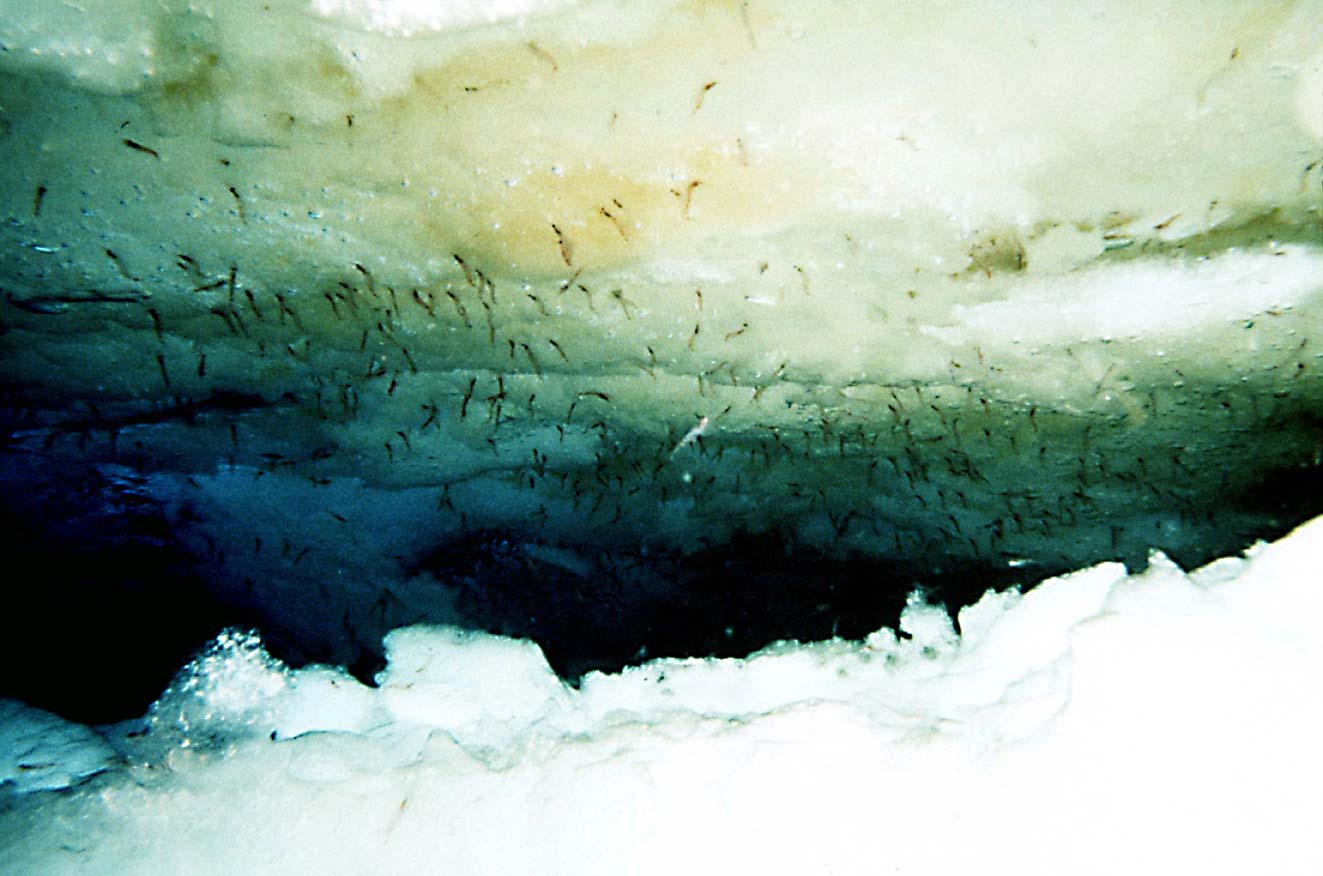
La superficie inferiore del pack di ghiaccio di colore verde in Antartide - il krill dell'Antartide raschia le alghe del ghiaccio

#### Variazioni temporali
La tempistica delle alghe del ghiaccio marine ha un impatto significativo sull'intero ecosistema. L'inizio della fioritura è principalmente controllato dal ritorno del sole in primavera (cioè dall'angolo solare). Per questo motivo, la fioritura delle alghe del ghiaccio di solito si verifica prima delle fioriture del pelagico fitoplancton, che richiede livelli di luce più elevati e acqua più calda. All'inizio della stagione, prima della fusione del ghiaccio, le alghe del ghiaccio marine costituiscono un'importante fonte di cibo per un più alto livello trofico. Tuttavia, la percentuale totale con cui le alghe del ghiaccio marine contribuiscono alla produzione primaria di un dato ecosistema dipende fortemente dall'entità della copertura di ghiaccio. Lo spessore della neve sul ghiaccio marino influenza anche i tempi e le dimensioni della fioritura delle alghe del ghiaccio alterando la trasmissione della luce. Questa sensibilità al ghiaccio e alla copertura nevosa ha il potenziale di causare un disallineamento tra i predatori e le loro alghe di origine alimentare e di mare, all'interno dell'ecosistema. Questa cosiddetta corrispondenza/mancata corrispondenza è stata applicata a una varietà di sistemi. Esempi sono stati osservati nella relazione tra specie di zooplancton, che si basano su alghe del ghiaccio marino e fitoplancton per cibo dei giovani merluzzi d'Alaska nel Mare di Bering.

### Implicazioni sul cambiamento climatico
I cambiamenti climatici e il riscaldamento delle regioni artiche e antartiche hanno il potenziale di alterare notevolmente il funzionamento degli ecosistemi. Si prevede che la diminuzione della calotta di ghiaccio nelle regioni polari ridurrà la proporzione relativa della produzione di alghe del ghiaccio marine a percentuali significative della produzione primaria annuale. L'assottigliamento del ghiaccio consente una maggiore produzione all'inizio della stagione, ma lo scioglimento precoce dello stesso riduce la durata della stagione di crescita delle alghe di ghiaccio marine. Questo scioglimento contribuisce anche alla stratificazione della colonna d'acqua che altera la disponibilità di nutrienti per la crescita delle alghe diminuendo la profondità dello strato miscelato di superficie e inibendo la risalita di nutrienti dalle acque profonde. Si prevede che ciò causerà uno spostamento generale verso la produzione di fitoplancton pelagico. Poiché le alghe del ghiaccio marine sono spesso la base della catena alimentare, queste alterazioni hanno implicazioni per specie di livelli trofici più elevati. I cicli riproduttivi e di migrazione di molti consumatori polari primari sono sincronizzati con la fioritura delle alghe del ghiaccio marine, il che significa che un cambiamento nei tempi o nella posizione della produzione primaria potrebbe spostare la distribuzione delle popolazioni preda necessarie
ad importanti specie primarie.
Anche la produzione di DMSP da parte delle alghe del ghiaccio marine svolge un ruolo importante nel ciclo del carbonio. Il DMSP è ossidato da altri plancton a dimetil solfuro (DMS), un composto che è legato alla formazione delle nubi. Poiché le nuvole hanno un impatto sulle precipitazioni e sulla quantità di radiazione solare riflessa nello spazio (albedo), questo processo potrebbe creare un ciclo di feedback positivo. La copertura nuvolosa aumenterebbe l'insolazione riflessa nello spazio dall'atmosfera, contribuendo potenzialmente a raffreddare il pianeta e a creare più habitat polari per le alghe di ghiaccio marine. A partire dal 1987, la ricerca ha suggerito che sarebbe necessario un raddoppio dei nuclei di condensazione, di cui il DMS è un tipo, per contrastare il riscaldamento dovuto all'aumento della concentrazione dell'anidride carbonica.

#### Le alghe del ghiaccio come tracciante per il paleoclima
Il ghiaccio marino svolge un ruolo importante nel clima globale. Le osservazioni satellitari per la misurazione del ghiaccio marino risalgono solo alla fine degli anni '70 e le registrazioni osservative a più lungo termine sono sporadiche e di incerta affidabilità. Mentre la paleoclimatologia del ghiaccio terrestre può essere misurata direttamente attraverso il carotaggio, i modelli storici di ghiaccio marino devono fare affidamento su deduzioni e interpretazioni.
Gli organismi che dimorano sul ghiaccio marino alla fine si staccano e cadono attraverso la colonna d'acqua, in particolare quando il ghiaccio marino si scioglie. Una porzione del materiale che raggiunge il fondo marino viene sepolta prima di essere consumata e viene quindi conservata nel sedimento.
Esistono numerosi organismi il cui valore viene usato come indicatore della presenza di ghiaccio marino, comprese particolari specie di diatomee, cisti dinoflagellate, ostracoda e foraminiferi. La variazione degli isotopi del carbonio e dell'ossigeno in un nucleo di sedimento può anche essere usata per fare inferenze sull'estensione del ghiaccio marino. Ogni indicatore ha vantaggi e svantaggi, per esempio alcune specie di diatomee che si trovano esclusivamente nel ghiaccio marino sono molto abbondanti nei sedimenti, tuttavia, l'efficienza della conservazione può variare.

## Alghe del ghiaccio terrestri
Le alghe si trovano anche su lastre di ghiaccio terrestre e nei ghiacciai. Le specie presenti in questi habitat sono diverse da quelle associate al ghiaccio marino perché il sistema è di acqua dolce. Anche all'interno di questi habitat esiste un'ampia varietà di tipi di habitat e assemblaggi di alghe. Ad esempio, le comunità criosacee si trovano specificamente sulla superficie dei ghiacciai dove la neve si scioglie periodicamente durante il giorno. Sui lastroni di ghiaccio e sulle nevi resistenti, le alghe del ghiaccio terrestre spesso colorano il ghiaccio a causa dei pigmenti accessori, popolarmente conosciuti come "neve rossa".

### Implicazioni per i cambiamenti climatici
Una recente ricerca, nota come progetto Black and Bloom, ha mostrato l'impatto delle alghe del ghiaccio sul tasso di fusione delle calotte glaciali. A causa dei colori scuri delle alghe, l'assorbimento della luce solare da parte del ghiaccio è amplificato, portando ad un aumento del tasso di fusione. L'obiettivo del progetto Black and Bloom è determinare quanto contribuiscono le alghe a rendere più scuri i ghiacci.